# Lynda Carter
Pour les articles homonymes, voir Carter.
Lynda Carter est une actrice, chanteuse, auteure-compositrice-interprète et mannequin américaine, née le 24 juillet 1951 à Phoenix (Arizona).
Elle est notamment connue du grand public pour avoir été élue Miss World USA 1972 (en), finissant dans le Top 15 du concours Miss Monde 1972, et pour avoir tenu le rôle-titre de la série télévisée Wonder Woman (1975-1979).

## Biographie

### Famille
Lynda Jean Córdova Carter naît le 24 juillet 1951 à Phoenix, en Arizona. Elle est la fille d'un père d'origine Anglaise et "Écossaise d'Ulster" et d'une mère mexicaine, Juanita, aux origines espagnoles, françaises et amérindiennes,.

### Carrière

#### Miss World USAet débuts

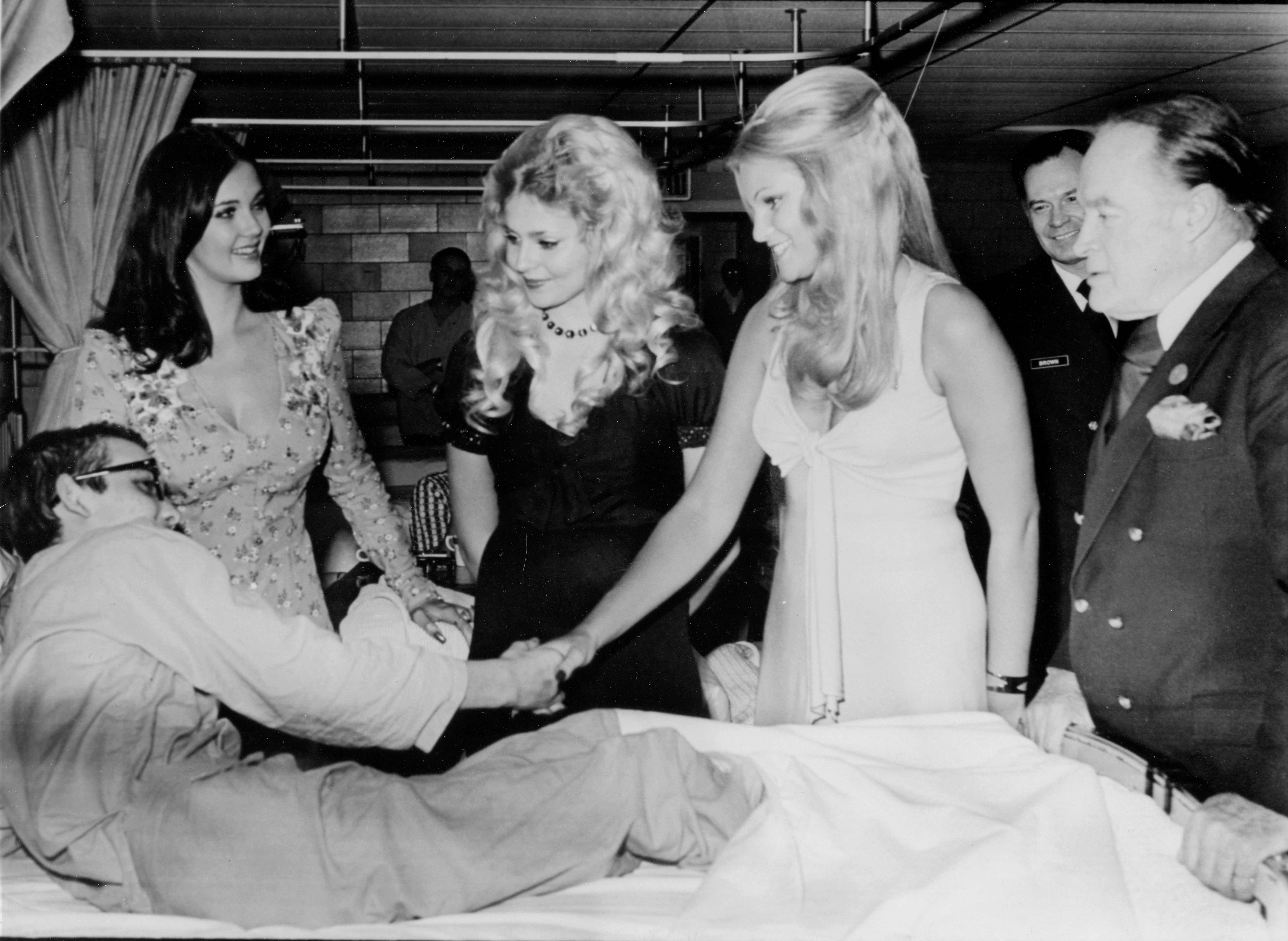
Lynda Carter (gauche), en 1972.

En 1972, à tout juste 21 ans, Lynda Carter se fait connaître pour la première fois lors de sa victoire à l'élection de Miss World USA (en) afin de représenter les États-Unis au concours Miss Monde 1972. Elle ne remporte pas ce titre mondial, mais figure parmi les 15 finalistes[réf. souhaitée].
Elle chante ensuite dans divers groupes à travers les États-Unis avant de se lancer dans une carrière de comédienne, en s'installant à Los Angeles, en 1975, apparaissant à la distribution de divers téléfilms et séries télévisées.

#### Wonder Woman

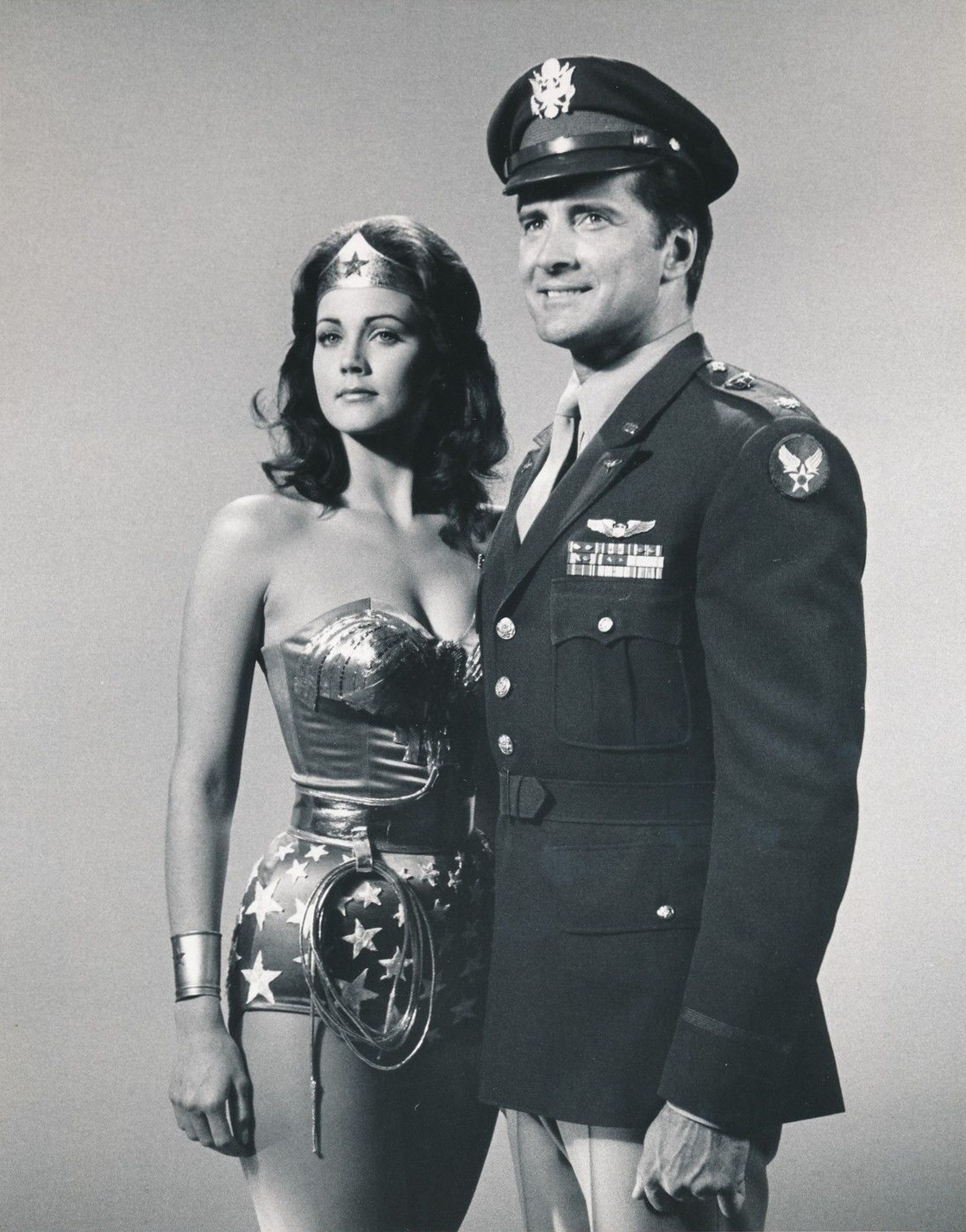
Photo promotionnelle de Lynda Carter et Lyle Waggoner, en 1976, pour la série Wonder Woman.

En 1975, elle décroche le rôle-titre de la série télévisée Wonder Woman, reprenant le personnage de la princesse Diana publiée dans les comic books de l’éditeur DC Comics. Le pilote de la série est un immense succès, et l'actrice devient rapidement une star. En France, la série est diffusée sur Antenne 2, le samedi après-midi.

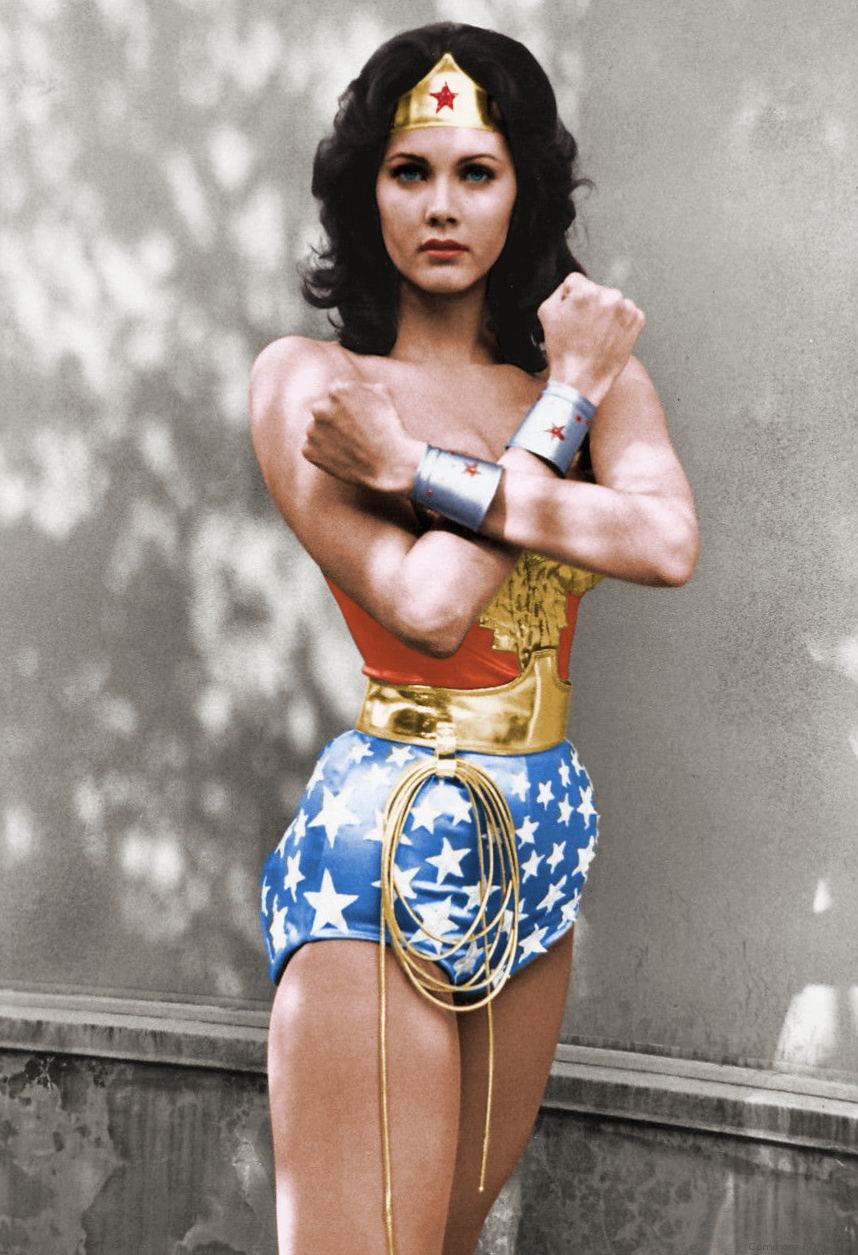
Lynda Carter est Wonder Woman, en 1976.

Pendant quatre ans et durant 60 épisodes, elle interprète le rôle de Diana, une amazone aux pouvoirs surnaturels. Très apprécié des enfants, le personnage incarné par Lynda Carter séduit également les adultes, par sa tenue (notamment son iconique body étoilé bleu et rouge), sa silhouette avantageuse et son charme. L'actrice, à travers son personnage de Wonder Woman, deviendra par la suite une icône de la culture pop et l'une des premières héroïnes à la télévision américaine,, à l’image des séries Super Jaimie ou Drôles de dames.
Dans une interview de 2021, elle se souvient : « À l’époque, je ne me rendais pas du tout compte de l’impact de mon personnage. Je travaillais quatorze heures par jour. J’en ai seulement pris conscience quand j’ai commencé à voyager et que des gens m’arrêtaient dans la rue. Je me souviens, à Paris, alors que des fans ne cessaient de me saluer, ma fille, qui avait alors 13 ans, m’avait dit : « Tu connais encore plus de monde ici que chez nous… » ».

#### Poursuite et évolution de carrière
À la suite de la série Wonder Woman, Lynda Carter poursuit sa carrière de comédienne dans divers téléfilms (notamment Rita Hayworth: The Love Goddess en 1983, Un papa sur mesure en 1991 ou Family Blessing en 1996).
Plus habituée aux tournages pour la télévision, elle fait un retour actif au cinéma en 2005 avec des participations dans des films du box-office : L'École fantastique et le remake (2005) de la série Shérif, fais-moi peur (1979-1985).

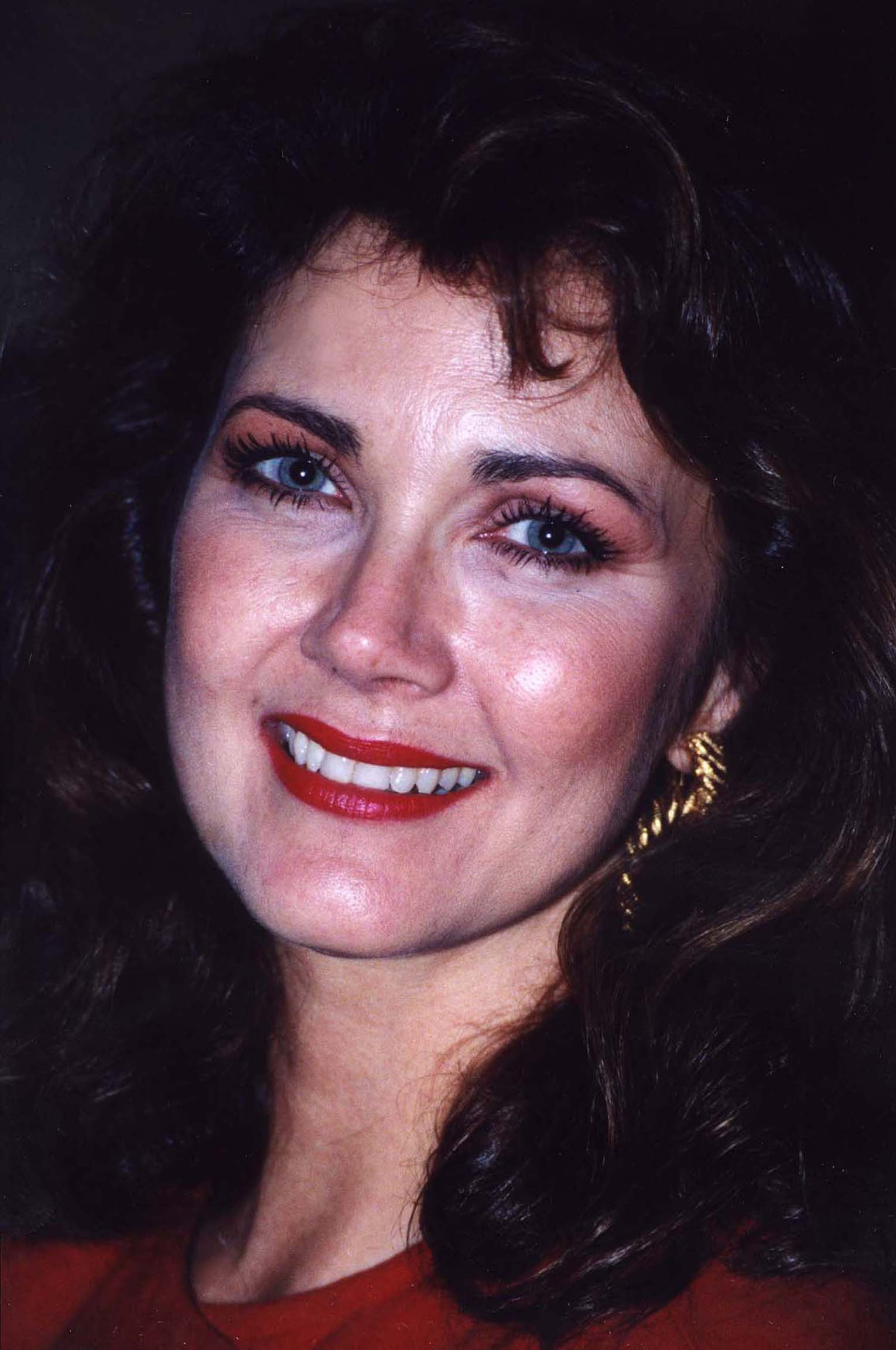
Lynda Carter en 1993.

De 1991 à 1994 (peut-être en raison de son soutien à son époux, inquiété par la justice de 1991 à 1993 dans une affaire financière[réf. souhaitée]), elle déserte les plateaux de tournage pour la télévision. Elle réapparaît à l'écran, en 1994, dans la série La Légende d'Hawkeye.
En 2005, elle participe à la série New York, unité spéciale où elle interprète le rôle d'une manipulatrice meurtrière. Côté scène, elle est à l'affiche de la comédie musicale Chicago au théâtre à Londres, en octobre et novembre 2005[réf. souhaitée].
En 2007, elle retrouve l'univers des super-héros avec une apparition dans un épisode de la série télévisée Smallville. Elle y interprète de rôle de Moira Sullivan, la mère d'un des personnages principaux, Chloé Sullivan.

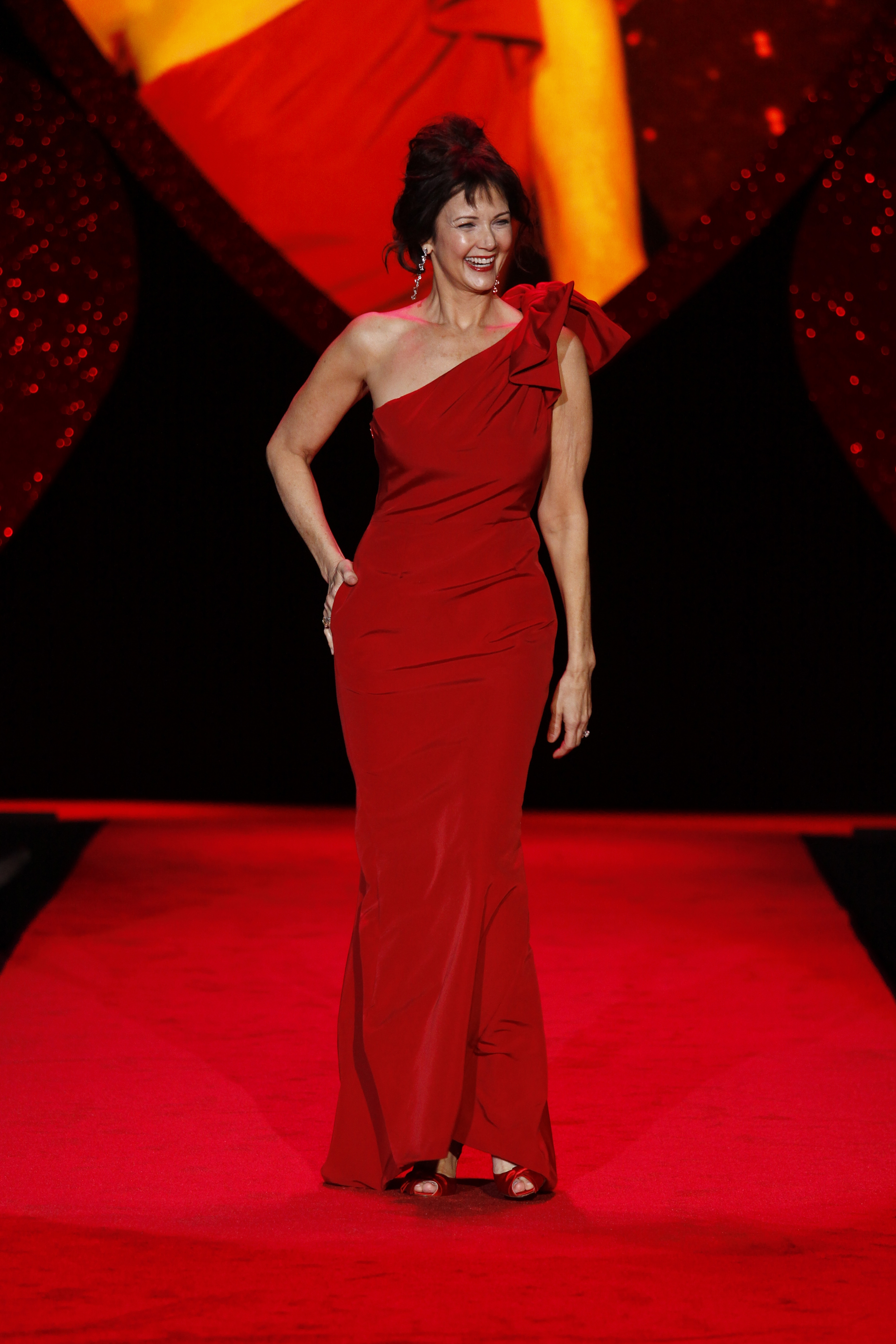
Lynda Carter en 2009.

À partir de la même année, elle participe à plusieurs spectacles musicaux dont elle est la vedette. Plébiscitée par la critique,, elle se produit à guichets fermés avec un répertoire blues et jazzy dans différentes villes des États-Unis. Forte de ce succès, elle sort un CD intitulé At Last, classé numéro 1 des ventes dans la catégorie « jazz/blues » en juin 2009.

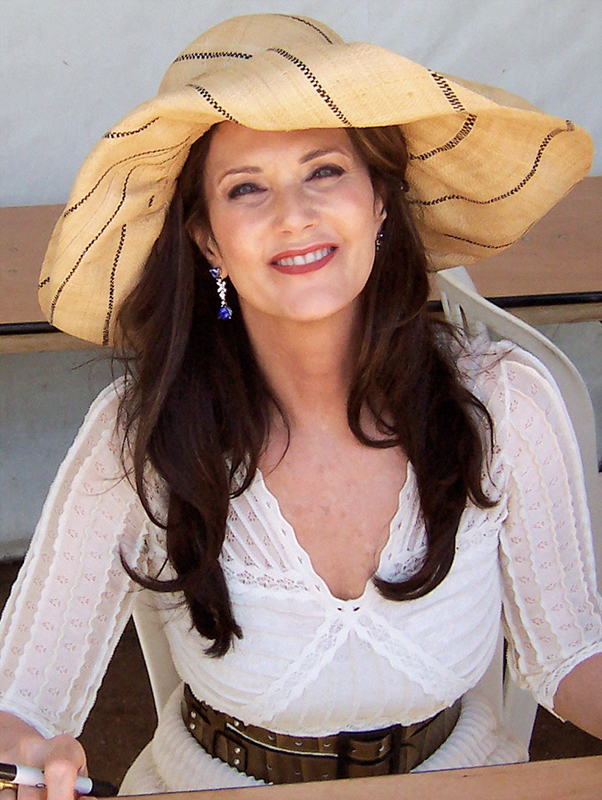
Lynda Carter en 2011.

En 2010, elle signe pour plusieurs concerts dont deux à Londres, les 17 et 18 septembre. Elle enregistre également un nouveau CD à Nashville, encouragée par le succès du premier disque. Son nouvel album, intitulé Crazy Little Things, sort le 26 avril 2011[réf. souhaitée].
Depuis plusieurs années, elle prête également sa voix pour des jeux vidéo à succès, comme The Elder Scrolls V: Skyrim en 2011, ou bien The Elder Scrolls Online en 2014 avec d'autres stars de Hollywood. Elle participe également au jeu Fallout 4 en 2015, où elle prête sa voix au personnage de Magnolia, et compose et interprète cinq chansons originales avec son groupe de Nashville.
En 2016 et 2018, elle rejoint les deuxième et quatrième saisons de la série Supergirl pour y interpréter un rôle récurrent, celui de la présidente des États-Unis.
Le 3 avril 2018, elle est honorée d'une étoile sur le Hollywood Walk of Fame, avec un discours de Patty Jenkins. En avril de la même année, elle sort un nouvel album Red Rock & Blues, où elle écrit quatre chansons originales. Elle tourne également dans le film indépendant récompensé The Cleaner de Erin Elders, en octobre 2021, aux côtés de Luke Wilson et de Shelley Long.
En 2020, elle fait une apparition à la fin du film Wonder Woman 1984, la suite du long métrage Wonder Woman (2017) dans le rôle d'Asteria, lors de la scène post-générique. Lors de la conférence DC FanDome (en) du 16 octobre 2021, la réalisatrice du film, Patty Jenkins, révèle qu'elle travaille sur le troisième volet Wonder Woman et que Lynda Carter sera de retour (en tant qu'Asteria) au côté de l'actrice principale Gal Gadot (qui incarne Wonder Woman), dans ce film qui clôturera la trilogie cinématographique du personnage.
Elle, qui compose avec succès depuis le début de sa carrière, sort le titre Human and Devine, le 29 octobre 2021, inspiré de l'histoire des personnages de Diana et de Steve Trevor dans la série Wonder Woman.

### Vie privée

#### Mariages
En 1977, Lynda Carter se marie avec Ron Samuels (son ancien agent). Le couple divorce en 1982[réf. souhaitée].
En 1984, elle se remarie avec Robert Altman, avocat. Elle quitte alors Hollywood pour Washington (lieu de travail de son époux). Le couple a deux enfants, James et Jessica. Lynda Carter et son époux deviennent un couple influent à Washington, et cette dernière s'implique dans de nombreuses œuvres caritatives.

#### Scandale politico-financier
En 1991, son époux est inquiété par la justice dans l'affaire de la Banque de Crédit et Commerce International. Un scandale financier retentissant aux États-Unis, qui implique l'ancien secrétaire américain à la Défense, Clark Clifford, partenaire professionnel de son époux.
Des médias rapportent que des relations influentes de Lynda Carter prendront leurs distances durant la procédure judiciaire. En 1993, Robert Altman est acquitté,,,.

## Filmographie

### Cinéma

#### Longs métrages
- 1976 : Bobbie Jo and the Outlaw de Mark L. Lester : Bobbie Jo Baker
- 1993 : Par acquit de conscience (Lightning in a Bottle) de Jeff Kwitny : Charlotte Furber
- 2001 : Super Troopers de Jay Chandrasekhar : le gouverneur Jessman
- 2004 : The Creature of the Sunny Side Up Trailer Park de Christopher Coppola : Lynette
- 2005 : L'École fantastique (Sky High) de Mike Mitchell : la directrice Powers
- 2005 : Shérif, fais-moi peur (The Dukes of Hazzard) de Jay Chandrasekhar : Pauline
- 2007 : Tattered Angel de Will Benson : Hazel Anderson
- 2018 : Super Troopers 2 de Jay Chandrasekhar : le gouverneur Jessman
- 2020 : Wonder Woman 1984 de Patty Jenkins : Asteria (caméo, scène post-générique)
- 2021 : The Cleaner d'Erin Elders : Carlene Briggs

#### Court métrage
- 2006 : Tempbot de Neill Blomkamp : Mary Alice

### Télévision

#### Téléfilms
- 1976 : A Matter of Wife... and Death de Marvin J. Chomsky : Zelda
- 1980 : L'Affaire Brockhurst (The Last Song) d'Alan J. Levi : Brooke Newman
- 1981 : Born to Be Sold de Burt Brinckerhoff : Kate Carlin
- 1982 : S.O.S. (Hotline) de Jerry Jameson : Brianne O'Neill
- 1983 : Rita Hayworth: The Love Goddess de James Goldstone : Rita Hayworth
- 1987 : Stillwatch de Rod Holcomb : Patricia Traymore
- 1989 : Le Carnet fatal de John Nicolella : Helen Durant
- 1991 : Un papa sur mesure (Daddy) de Michael Miller : Charlotte Sampson
- 1991 : J'ai posé pour Playboy (Posing: Inspired by Three Real Stories) de Steve Stafford : Meredith Lanahan
- 1996 : Amitié fatale (When Friendship Kills) de James A. Contner : Kathryn Archer
- 1996 : Victime du silence (She Woke Up Pregnant) de James A. Contner : Susan Saroyan
- 1997 : A Prayer in the Dark de Jerry Ciccoritti : Emily Hayworth
- 1998 : Conduite coupable (Someone to Love me) de Chuck Bowman : Diane Young
- 1999 : Family Blessings de Deborah Raffin et Nina Foch : Lee Reston
- 2003 : La Montagne en colère (Terror Peak) de Dale G. Bradley : Dr Janet Fraser
- 2006 : Slayer de Kevin VanHook : la colonel Jessica Weaver

#### Séries télévisées
- 1974 : Nakia : Helen Chase (saison 1, épisode 10)
- 1975 : Matt Helm : Bobbi Dee (saison 1, épisode 12)
- 1975-1979 : Wonder Woman : Diana Prince / Wonder Woman
- 1976 : Starsky et Hutch : Vicky (The Strangler Of Las Vegas, saison 2, épisodes 1 et 2)
- 1980 : Le Muppet Show (The Puppet Show) : elle-même (saison 4, épisode 15)
- 1984 : Partners in crime : Carole Stanwyck
- 1994-1995 : La Légende d'Hawkeye (Hankeye) : Elizabeth Shields
- 2003 : La Star de la famille (Hope & Faith) : Summer Kirkland (saison 1, épisode 9)
- 2005 : New York, unité spéciale (Law and Order: Special Victims Unit) : Lorraine Dillon (saison 7, épisode 2)
- 2005 : New York, police judiciaire (Law and Order) : Lorraine Dillon (saison 16, épisode 2)
- 2007 : Smallville : Moira Sullivan (saison 6, épisode 18)
- 2013 : Mon oncle Charlie (Two and a Half Men) : elle-même (saison 11, épisode 6)
- 2016-2018 : Supergirl : la présidente Olivia Marsdin (5 épisodes, saisons 2 et 4)

### Jeux vidéo
- 2002 : The Elder Scrolls III: Morrowind : Female Nords (voix)
- 2003 : The Elder Scrolls III: Bloodmoon : Female Nords (voix)
- 2006 : The Elder Scrolls IV: Oblivion : Female Nords, Female Orcs (voix)
- 2011 : The Elder Scrolls V: Skyrim : Gormlaith Lame-Dorée / Azura (voix)
- 2014 : The Elder Scrolls Online : Azura (voix)
- 2015 : Fallout 4 : Magnolia (voix)
- 2019 : Rage 2 : Phoenix (voix)

## Discographie

### Albums
| Date | Titre                                | Label              | No. catalogue | Format                   |
| ---- | ------------------------------------ | ------------------ | ------------- | ------------------------ |
| 1978 | Portrait (en)                        | Epic Records       | JE 35308      | LP, CD, Digital Download |
| 2009 | At Last (en)                         | Potomac Records    | PP 4001       | CD, Digital Download     |
| 2011 | Crazy Little Things                  | Potomac Records    | PP 4003       | CD, Digital Download     |
| 2015 | Fallout 4 (Original Game Soundtrack) | Bethesda Softworks | B01MUFVB97    | Digital Download         |
| 2018 | Red Rock N' Blues                    | Potomac Records    | PP 4005       | CD, Digital Download     |

### Singles
| Date | Titre                                                   | Label        | No. catalogue | Sortie   |
| ---- | ------------------------------------------------------- | ------------ | ------------- | -------- |
| 1973 | It Might As Well Stay Monday / I Believe in Music (en)  | EMI Group UK | EMI 2005      | 45-tours |
| 1978 | Toto (Don't It Feel Like Paradise) / Put on a Show      | Epic Records | EPIC 8-50569  |          |
|      | All Night Song (Mono) / All Night Song (Stereo) (Promo) | Epic Records | EPIC 8-50624  |          |
| 1980 | The Last Song / What's A Little Love Between Friends    | Motown UK    | TMG 1207      |          |

## Voix françaises
En France, l'actrice Monique Thierry est la voix de Lynda Carter dans la série télévisée Wonder Woman.